# Italië op de Olympische Zomerspelen 1988
Italië nam deel aan de Olympische Zomerspelen 1988 in Seoul, Zuid-Korea.

## Medailleoverzicht
| Sport            | Olympiër(s)                                                                                      | Onderdeel                | Medaille |
| ---------------- | ------------------------------------------------------------------------------------------------ | ------------------------ | -------- |
| Atletiek         | Gelindo Bordin                                                                                   | marathon (m)             | Goud     |
| Boksen           | Giovanni Parisi                                                                                  | -57kg (m)                | Goud     |
| Roeien           | Carmine Abbagnale Giuseppe Abbagnale Giuseppe Di Capua                                           | twee-met (m)             | Goud     |
| Roeien           | Agostino Abbagnale Davide Tizzano Piero Poli Gianluca Farina                                     | dubbel-vier (m)          | Goud     |
| Schermen         | Stefano Cerioni                                                                                  | floret (m)               | Goud     |
| Worstelen        | Vincenzo Maenza                                                                                  | -48kg Grieks-Romeins (m) | Goud     |
| Atletiek         | Salvatore Antibo                                                                                 | 10000m (m)               | Zilver   |
| Moderne vijfkamp | Carlo Massullo                                                                                   | individueel (m)          | Zilver   |
| Moderne vijfkamp | Carlo Massullo Daniele Masala Gianluca Tiberti                                                   | team (m)                 | Zilver   |
| Schermen         | Francesca Bortolozzi-Borella Dorina Vaccaroni Margherita Zalaffi Annapia Gandolfi Lucia Traversa | floret team (v)          | Zilver   |
| Atletiek         | Maurizio Damilano                                                                                | 20km snelwandelen (m)    | Brons    |
| Schermen         | Giovanni Scalzo                                                                                  | sabel (m)                | Brons    |
| Schermen         | Gianfranco Dalla Barba Marco Marin Ferdinando Meglio Giovanni Scalzo Massimo Cavaliere           | sabel team (m)           | Brons    |
| Zwemmen          | Stefano Battistelli                                                                              | 400m wisselslag (m)      | Brons    |

## Resultaten en deelnemers per onderdeel

### Atletiek
| Olympiër                                                        | Discipline             | Resultaat | Prestatie |
| --------------------------------------------------------------- | ---------------------- | --------- | --- |
| Michele Lazazzera                                               | 100m (m)               | 32e       | serie 10: 3de in 10,47 kwartfinale 2: 5de in 10,50                                                           |
| Ezio Madonia                                                    | 100m (m)               | 23e       | serie 1: 2de in 10,40 kwartfinale 6: 4de in 10,38                                                            |
| Pier-Francesco Pavoni                                           | 100m (m)               | 17e       | serie 7: 2de in 10,36 kwartfinale 5: 4de in 10,33                                                            |
| Pietro Mennea                                                   | 200m (m)               | DNF       | serie 6: 4de in 21,10 kwartfinale 2: niet gestart                                                            |
| Stefano Tilli                                                   | 200m (m)               | 10e       | serie 10: 1ste in 20,68 kwartfinale 5: 2de in 20,67 halve finale 1: 5de in 20,59                             |
| Donato Sabia                                                    | 800m (m)               | 7e        | serie 3: 3de in 1.47,84 kwartfinale 4: 1ste in 1.46,58 halve finale 1: 3de in 1.44,90 finale: 7de in 1.48,03 |
| Tonino Viali                                                    | 800m (m)               | 30e       | serie 6: 3de in 1.47,74 kwartfinale 1: 7de in 1.50,85                                                        |
| Gennaro Di Napoli                                               | 1500m (m)              | 21e       | serie 1: 5de in 3.41,85 halve finale 2: 11de in 3.43,58                                                      |
| Salvatore Antibo                                                | 5000m (m)              | 16e       | 13.25,64 |
| Stefano Mei                                                     | 5000m (m)              | 7e        | 13.26,17 |
| Salvatore Antibo                                                | 10000m (m)             | Zilver    | 27.23,55 |
| Alberto Cova                                                    | 10000m (m)             | 22e       | 28.43,84 |
| Alessandro Lambruschini                                         | 3000m steeplechase (m) | 4e        | serie 1: 4de in 8.32,59 halve finale 2: 2de in 8.16,92 finale: 4de in 8.12,17                                |
| Francesco Panetta                                               | 3000m steeplechase (m) | 9e        | serie 2: 1ste in 8.29,75 halve finale 1: 5de in 8.17,23 finale: 9de in 8.17,79                               |
| Sandro Floris Ezio Madonia Pier-Francesco Pavoni Stefano Tilli  | 4x100m (m)             | 5e        | serie 1: 3de in 39,20 halve finale 2: 2de in 38,65 finale: 5de in 38,54                                      |
| Gelindo Bordin                                                  | marathon (m)           | Goud      | 2:10.32 |
| Orlando Pizzolato                                               | marathon (m)           | 16e       | 2:15.20 |
| Gianni Poli                                                     | marathon (m)           | 19e       | 2:16.07 |
| Maurizio Damilano                                               | 20km snelwandelen (m)  | Brons     | 1:20.14 |
| Giovanni De Benedictis                                          | 20km snelwandelen (m)  | 9e        | 1:21.18 |
| Carlo Mattioli                                                  | 20km snelwandelen (m)  | 19e       | 1:22.58 |
| Sandro Bellucci                                                 | 50km snelwandelen (m)  | 32e       | 4:04.56 |
| Raffaello Ducceschi                                             | 50km snelwandelen (m)  | 8e        | 3:45.43 |
| Giovanni Perricelli                                             | 50km snelwandelen (m)  | 11e       | 3:47.14 |
| Giovanni Evangelisti                                            | verspringen (m)        | 4e        | kwalificatie groep B: 5de met 7,81m finale: 4de met 8,08m                                                    |
| Luca Toso                                                       | hoogspringen (m)       | 13e       | kwalificatie groep A: 9de met 2,25m finale: 13de met 2,25m                                                   |
| Alessandro Andrei                                               | kogelstoten (m)        | 7e        | kwalificatie: 6de met 20,18m finale: 7de met 20,36m                                                          |
| Lucio Serrani                                                   | kogelslingeren (m)     | 21e       | kwalificatie: 21ste met 70,50m                                                                               |
|                                                                 |                        |           | |
| Marisa Masullo                                                  | 100m (v)               | 36e       | serie 3: 5de in 11,71                                                                                        |
| Rosella Tarolo                                                  | 100m (v)               | 43e       | serie 8: 5de in 11,86                                                                                        |
| Anna Rita Angotzi                                               | 200m (v)               | 21e       | serie 2: 4de in 23,59 kwartfinale 2: 6de in 23,33                                                            |
| Marisa Masullo                                                  | 200m (v)               | 25e       | serie 3: 5de in 23,58 kwartfinale 3: 6de in 23,52                                                            |
| Roberta Brunet                                                  | 3000m (v)              | 18e       | serie 2: 13de in 8.53,04                                                                                     |
| Rosa Munerotto                                                  | 10000m (v)             | 14e       | 32.29,84 |
| Irmgard Trojer                                                  | 400m horden (v)        | 17e       | serie 4: 4de in 55,74                                                                                        |
| Anna Rita Angotzi Rosella Tarolo Daniela Ferrian Marisa Masullo | 4x100m (v)             | 12e       | serie 2: 5de in 44,33 halve finale 1: 7de in 43,97                                                           |
| Antonella Bizioli                                               | marathon (v)           | 23e       | 2:34.38 |
| Antonella Capriotti                                             | marathon (v)           | 8e        | 2:30.14 |
| Laura Fogli                                                     | marathon (v)           | 6e        | 2:27.49 |
| Maria Curatolo                                                  | verspringen (v)        | 19e       | kwalificatie: 19de met 6,31m                                                                                 |

### Boksen
| Olympiër             | Discipline | Resultaat | Prestatie |
| -------------------- | ---------- | --------- | --- |
| Andrea Mannai        | -51kg (m)  | 33e       | 1ste ronde: V van USA Johnson: 0-5 |
| Giovanni Parisi      | -57kg (m)  | Goud      | 1ste ronde: vrij 2de ronde: W van TPE Lu: 5-0 3de ronde: W van URS Kazaryan: scheidsrechterlijke beslissing kwartfinale: W van ISR Shmuel: 5-0 halve finale: W van MAR Achik: scheidsrechterlijke beslissing finale: W van ROU Dumitrescu: knock-out |
| Giorgio Campanella   | -60kg (m)  | 17e       | 1ste ronde: W van URU Freitas: scheidsrechterlijke beslissing 2de ronde: V van GDR Zülow: 0-5 |
| Vincenzo Nardiello   | -71kg (m)  | 5e        | 1ste ronde: vrij 2de ronde: W van SAM Aliu: knock-out 3de ronde: W van BER Paynter: knock-out kwartfinale: V van KOR Park: 2-3 |
| Michele Mastrodonato | -75kg (m)  | 5e        | 1ste ronde: W van LIB Kassouf: scheidsrechterlijke beslissing 2de ronde: vrij 3de ronde: W van SWE Ayed: 5-0 kwartfinale: V van GDR Maske: 0-5 |
| Andrea Magi          | -81kg (m)  | 5e        | 1ste ronde: W van SAM Ulberg: 5-0 2de ronde: W van CAN Kosolfski: 4-1 kwartfinale: V van URS Shanavazov: 0-5 |
| Luigi Gaudiano       | -91kg (m)  | 5e        | 1ste ronde: vrij 2de ronde: W van URS Sebiyev: 3-2 kwartfinale: V van USA Mercer: knock-out |

### Boogschieten
| Olympiër                                       | Discipline      | Resultaat | Prestatie                                                                                       |
| ---------------------------------------------- | --------------- | --------- | ----------------------------------------------------------------------------------------------- |
| Ilario Di Buò                                  | individueel (m) | 13e       | voorronde: 21ste met 1251 punten 2de ronde: 5de met 322 punten kwartfinale: 13de met 317 punten |
| Giancarlo Ferrari                              | individueel (m) | 33e       | voorronde: 33ste met 1237 punten                                                                |
| Andrea Parenti                                 | individueel (m) | 28e       | voorronde: 28ste met 1245 punten                                                                |
| Ilario Di Buò Giancarlo Ferrari Andrea Parenti | team (m)        | 9e        | voorronde: 7de met 3733 punten halve finale: 9de met 957 punten                                 |

### Gewichtheffen
| Olympiër            | Discipline  | Resultaat | Prestatie                                                   |
| ------------------- | ----------- | --------- | ----------------------------------------------------------- |
| Giovanni Scarantino | -56kg (m)   | 8e        | trekken: 6de met 110kg stoten: 11de met 135kg totaal: 245kg |
| Angelo Mannironi    | -75kg (m)   | 9e        | 325kg                                                       |
| Pietro Pujia        | -75kg (m)   | 18e       | 310kg                                                       |
| Fausto Tosi         | -82,5kg (m) | 7e        | 340kg                                                       |
| Fabio Magrini       | -100kg (m)  | 9e        | 370kg                                                       |
| Norberto Oberburger | -110kg (m)  | 6e        | 415kg                                                       |

### Gymnastiek
| Olympiër                                                                             | Discipline               | Resultaat | Prestatie                                                              |
| Ritmisch                                                                             | Ritmisch                 | Ritmisch  | Ritmisch                                                               |
| ------------------------------------------------------------------------------------ | ------------------------ | --------- | ---------------------------------------------------------------------- |
| Micaela Imperatori                                                                   | individueel (v)          | 12e       | kwalificatie: 12de met 38,70 punten finale: 12de met 58,250 punten     |
| Giulia Staccioli                                                                     | individueel (v)          | 18e       | kwalificatie: 6de met 39,00 punten finale: 18de met 57,900 punten      |
| Turnen                                                                               |                          |           |                                                                        |
| Boris Preti                                                                          | vloer (m)                | 6e        | 19,775 punten                                                          |
| Boris Preti                                                                          | brug (m)                 | 8e        | 19,600 punten                                                          |
| Jury Chechi                                                                          | ringen (m)               | 6e        | 19,800 punten                                                          |
| Vittorio Allievi                                                                     | individueel meerkamp (m) | 78e       | kwalificatie: 78ste met 112,65 punten                                  |
| Paolo Bucci                                                                          | individueel meerkamp (m) | 24e       | kwalificatie: 38ste met 115,70 punten finale: 24ste met 116,600 punten |
| Jury Chechi                                                                          | individueel meerkamp (m) | 17e       | kwalificatie: 27ste met 116,55 punten finale: 17de met 117,275 punten  |
| Boris Preti                                                                          | individueel meerkamp (m) | 15e       | kwalificatie: 20ste met 116,90 punten finale: 15de met 117,300 punten  |
| Gabriele Sala                                                                        | individueel meerkamp (m) | 61e       | kwalificatie: 61ste met 114,25 punten                                  |
| Riccardo Trapella                                                                    | individueel meerkamp (m) | 56e       | kwalificatie: 56ste met 114,75 punten                                  |
| Vittorio Allievi Paolo Bucci Jury Chechi Boris Preti Gabriele Sala Riccardo Trapella | meerkamp team (m)        | 8e        | 579,00 punten                                                          |
|                                                                                      |                          |           |                                                                        |
| Maria Cocuzza                                                                        | individueel meerkamp (v) | 66e       |                                                                        |
| Patrizia Luconi                                                                      | individueel meerkamp (v) | 54e       |                                                                        |
| Giulia Volpi                                                                         | individueel meerkamp (v) | 28e       | 76,962 punten                                                          |

### Judo
| Olympiër           | Discipline | Resultaat | Prestatie |
| ------------------ | ---------- | --------- | --- |
| Marino Cattedra    | -60kg (m)  | 34e       | 1ste ronde: V van HUN Csák: waza-ari |
| Ezio Gamba         | -71kg (m)  | 13e       | 1ste ronde: vrij 2de ronde: W van TUR Ayan 3de ronde: V van ESP Ruiz                                                                    |
| Juri Fazi          | -95kg (m)  | 7e        | 1ste ronde: W van BUL Valev: waza-ari 2de ronde: W van CAN Meli: koka 3de ronde: V van BRA Miguel herkansingen: V van GBR Stewart: yuko |
| Stefano Venturelli | +95kg (m)  | 13e       | 1ste ronde: W van ALG Miloudi: ippon 2de ronde: V van KOR Cho: waza-ari                                                                 |

### Kanovaren
| Olympiër                                                              | Discipline    | Resultaat | Prestatie                                                                                                   |
| --------------------------------------------------------------------- | ------------- | --------- | --- |
| Beniamino Bonomi Daniele Scarpa                                       | K-2 500m (m)  | 9e        | serie 2: 3de in 1.35,00 halve finale 1: 3de in 1.34,50 finale: 9de in 1.37,30                               |
| Bruno Dreossi Alessandro Pieri                                        | K-2 1000m (m) | 16e       | serie 1: 1ste in 3.25,76 halve finale 1: 5de in 4.11,90                                                     |
| Beniamino Bonomi Francesco Mandragona Alessandro Pieri Daniele Scarpa | K-4 1000m (m) | 7e        | serie 1: 4de in 3.04,38 herkansingen: 1ste in 3.06,90 halve finale 1: 3de in 3.12,44 finale: 7de in 3.05,97 |

### Moderne vijfkamp
| Olympiër                                       | Discipline      | Resultaat | Prestatie    |
| ---------------------------------------------- | --------------- | --------- | ------------ |
| Daniele Masala                                 | individueel (m) | 10e       | 5152 punten  |
| Carlo Massullo                                 | individueel (m) | Zilver    | 5379 punten  |
| Gianluca Tiberti                               | individueel (m) | 17e       | 5040 punten  |
| Daniele Masala Carlo Massullo Gianluca Tiberti | team (m)        | Zilver    | 15571 punten |

### Paardensport
| Olympiër                                                              | Discipline  | Resultaat | Prestatie                           |
| Dressuur                                                              | Dressuur    | Dressuur  | Dressuur                            |
| --------------------------------------------------------------------- | ----------- | --------- | ----------------------------------- |
| Daria Fantoni                                                         | individueel | 22e       | kwalificatie: 22ste met 1284 punten |
| Eventing                                                              |             |           |                                     |
| Bartolo Ambrosione                                                    | individueel | 11e       | 107,90 strafpunten                  |
| Ranieri Campello                                                      | individueel | DNF       | niet gefinisht                      |
| Dino Costantini                                                       | individueel | DNF       | niet gefinisht                      |
| Francesco Girardi                                                     | individueel | 22e       | 166,35 strafpunten                  |
| Bartolo Ambrosione Ranieri Campello Dino Costantini Francesco Girardi | team        | DNF       | niet gefinisht                      |

### Roeien
| Olympiër | Discipline      | Resultaat | Prestatie |
| --- | --------------- | --------- | --- |
| Giovanni Calabrese | skiff (m)       | 10e       | serie 3: 4de in 7.45,02 herkansingen: 2de in 7.12,93 halve finale 2: 5de in 7.23,69 finale B: 4de in 7.43,31 |
| Roberto Fusaro Mauro Jagodnich                                                                                                | dubbel-twee (m) | 9e        | serie 3: 3de in 6.26,19 herkansingen: 3de in 6.43,22 halve finale 2: 5de in 6.27,60 finale B: 3de in 7.06,01 |
| Carmine Abbagnale Giuseppe Abbagnale Giuseppe Di Capua                                                                        | twee-met (m)    | Goud      | serie 3: 1ste in 7.03,55 halve finale 1: 1ste in 6.56,62 finale: 1ste in 6.58,79                             |
| Agostino Abbagnale Davide Tizzano Piero Poli Gianluca Farina                                                                  | dubbel-vier (m) | Goud      | serie 2: 1ste in 5.48,77 halve finale 1: 1ste in 5.47,50 finale: 1ste in 5.53,37                             |
| Sergio Caropreso Carlo Gaddi Pasquale Marigliano Valter Molea                                                                 | vier-zonder (m) | 5e        | serie 1: 2de in 6.07,97 halve finale 2: 2de in 6.06,75 finale: 5de in 6.09,55                                |
| Giuseppe Carando Dino Lucchetta Leonardo Massa Antonio Maurogiovanni Giovanni Miccoli                                         | vier-met (m)    | 4e        | serie 1: 4de in 6.06,09 herkansingen: 2de in 6.32,14 halve finale 1: 4de in 6.15,93 finale B: 4de in 6.45,39 |
| Antonio Baldacci Ettore Bulgarelli Piero Carletto Giuseppe Di Palo Renato Gaeta Giovanni Suarez Annibale Venier Franco Zucchi | acht (m)        | 7e        | serie 1: 4de in 5.43,11 herkansingen: 3de in 5.39,86 finale B: 1ste in 5.41,15                               |

### Schermen
| Olympiër                                                                                         | Discipline      | Resultaat | Prestatie |
| ------------------------------------------------------------------------------------------------ | --------------- | --------- | --- |
| Sandro Cuomo                                                                                     | degen (m)       | 4e        | 1ste ronde groep B: 1ste met 4 overwinningen 2de ronde groep C: 3de met 2 overwinningen 3de ronde groep H: 3de met 3 overwinningen                                      |
| Angelo Mazzoni                                                                                   | degen (m)       | 25e       | 1ste ronde groep A: 1ste met 4 overwinningen 2de ronde groep H: 1ste met 3 overwinningen 3de ronde groep G: 2de met 3 overwinningen                                     |
| Stefano Pantano                                                                                  | degen (m)       | 14e       | 1ste ronde groep M: 1ste met 4 overwinningen 2de ronde groep J: 3de met 2 overwinningen 3de ronde groep D: 2de met 4 overwinningen                                      |
| Stefano Bellone Andrea Bermond Des Ambros Sandro Cuomo Angelo Mazzoni Stefano Pantano            | degen team (m)  | 4e        | 1ste ronde groep D: 1ste met 2 overwinningen 2de ronde: W van Zwitserland: 9-5 halve finale: V van Bondsrepubliek Duitsland: 7-8 bronzen finale: V van Sovjet-Unie: 8-8 |
| Andrea Borella                                                                                   | floret (m)      | 41e       | 1ste ronde groep L: 1ste met 5 overwinningen 2de ronde groep B: 6de met 2 overwinningen                                                                                 |
| Stefano Cerioni                                                                                  | floret (m)      | Goud      | 1ste ronde groep C: 1ste met 4 overwinningen 2de ronde groep A: 1ste met 4 overwinningen 3de ronde groep C: 1ste met 3 overwinningen                                    |
| Mauro Numa                                                                                       | floret (m)      | 6e        | 1ste ronde groep E: 1ste met 4 overwinningen 2de ronde groep C: 3de met 3 overwinningen 3de ronde groep B: 2de met 3 overwinningen                                      |
| Andrea Borella Stefano Cerioni Federico Cervi Andrea Cipressa Mauro Numa                         | degen team (m)  | 7e        | 1ste ronde groep D: 1ste met 3 overwinningen kwartfinale: V van Bondsrepubliek Duitsland: 7-9 5-8ste plek: V van Polen: 7-9 7-8ste plek: W van China: 9-4               |
| Gianfranco Dalla Barba                                                                           | sabel (m)       | 10e       | 1ste ronde groep F: 2de met 4 overwinningen 2de ronde groep B: 2de met 3 overwinningen 3de ronde groep B: 1ste met 4 overwinningen                                      |
| Marco Marin                                                                                      | sabel (m)       | 14e       | 1ste ronde groep A: 2de met 4 overwinningen 2de ronde groep C: 1ste met 3 overwinningen 3de ronde groep D: 2de met 3 overwinningen                                      |
| Giovanni Scalzo                                                                                  | sabel (m)       | Brons     | 1ste ronde groep E: 3de met 3 overwinningen 2de ronde groep F: 3de met 2 overwinningen 3de ronde groep A: 4de met 3 overwinningen                                       |
| Gianfranco Dalla Barba Marco Marin Ferdinando Meglio Giovanni Scalzo Massimo Cavaliere           | sabel team (m)  | Brons     | 1ste ronde groep B: 1ste met 3 overwinningen kwartfinale: vrij halve finale: V van Hongarije: 5-9 bronzen finale: W van Frankrijk: 8-8                                  |
|                                                                                                  |                 |           | |
| Annapia Gandolfi                                                                                 | floret (v)      | 27e       | 1ste ronde groep I: 3de met 2 overwinningen 2de ronde groep B: 5de met 2 overwinningen                                                                                  |
| Dorina Vaccaroni                                                                                 | floret (v)      | 10e       | 1ste ronde groep D: 1ste met 4 overwinningen 2de ronde groep C: 2de met 3 overwinningen 3de ronde groep B: 2de met 4 overwinningen                                      |
| Margherita Zalaffi                                                                               | floret (v)      | 9e        | 1ste ronde groep G: 1ste met 3 overwinningen 2de ronde groep E: 1ste met 4 overwinningen 3de ronde groep C: 1ste met 4 overwinningen                                    |
| Francesca Bortolozzi-Borella Dorina Vaccaroni Margherita Zalaffi Annapia Gandolfi Lucia Traversa | floret team (v) | Zilver    | 1ste ronde groep D: 1ste met 2 overwinningen kwartfinale: W van Zuid-Korea: 9-4 halve finale: W van Hongarije: 9-3 finale: V van Bondsrepubliek Duitsland: 4-9          |

### Schietsport
| Olympiër              | Discipline              | Resultaat | Prestatie                                                             |
| --------------------- | ----------------------- | --------- | --------------------------------------------------------------------- |
| Roberto Di Donna      | 50m pistool (m)         | 23e       | kwalificatie: 23ste met 554 punten                                    |
| Dario Palazzani       | 50m pistool (m)         | 12e       | kwalificatie: 12de met 558 punten                                     |
| Alberto Sevieri       | 25m snelvuurpistool (m) | 4e        | kwalificatie: 4de met 596 punten (296-300) finale: 4de met 693 punten |
| Dario Palazzani       | 10m luchtpistool (m)    | 18e       | kwalificatie: 18de met 577 punten                                     |
| Vincenzo Tondo        | 10m luchtpistool (m)    | 43e       | kwalificatie: 43ste met 559 punten                                    |
| Valerio Donnianni     | 50m bewegend doel (m)   | 19e       | kwalificatie: 19de met 577 punten (291-286)                           |
|                       |                         |           |                                                                       |
| Flavia Zanfra         | 10m luchtgeweer (v)     | 41e       | kwalificatie: 41ste met 377 punten                                    |
|                       |                         |           |                                                                       |
| Andrea Benelli        | skeet                   | 20e       | kwalificatie: 24ste met 145 punten halve finale: 20ste met 194 punten |
| Celso Giardini        | skeet                   | 33e       | kwalificatie: 33ste met 143 punten                                    |
| Luca Scribani Rossi   | skeet                   | 7e        | kwalificatie: 13de met 147 punten halve finale: 7de met 196 punten    |
| Pia Lucia Baldisserri | trap                    | 46e       | kwalificatie: 46ste met 134 punten                                    |
| Daniele Cioni         | trap                    | 24e       | halve finale: 24ste met 188 punten                                    |
| Luciano Giovannetti   | trap                    | 18e       | kwalificatie: 22ste met 143 punten halve finale: 18de met 190 punten  |
| Albano Pera           | trap                    | 10e       | kwalificatie: 10de met 145 punten halve finale: 10de met 193 punten   |

### Schoonspringen
| Olympiër           | Discipline    | Resultaat | Prestatie                         |
| ------------------ | ------------- | --------- | --------------------------------- |
| Massimo Castellani | 3m plank (m)  | 13e       | voorronde: 13de met 553,74 punten |
| Piero Italiani     | 3m plank (m)  | 16e       | voorronde: 16de met 542,67 punten |
| Oscar Bertone      | 10m toren (m) | 17e       | voorronde: 17de met 471,24 punten |
| Domenico Rinaldi   | 10m toren (m) | 16e       | voorronde: 16de met 476,01 punten |

### Tafeltennis
| Olympiër           | Discipline    | Resultaat | Prestatie |
| ------------------ | ------------- | --------- | --- |
| Massimo Costantini | enkelspel (m) | 41e       | groep H: 6de V van YUG Lupulesku: 1-3 V van JPN Ono: 2-3 V van HKG Liu: 0-3 V van KOR Kim: 1-3 V van URS Mazoenov: 0-3 W van CHI Núñez: 3-0 W van JAM Jones: 3-2 |

### Tennis
| Olympiër                        | Discipline     | Resultaat | Prestatie |
| ------------------------------- | -------------- | --------- | --- |
| Omar Camporese                  | enkelspel (m)  | 33e       | 1ste ronde: V van FRA Forget: 2-6, 0-6, 3-6 |
| Paolo Canè                      | enkelspel (m)  | 5e        | 1ste ronde: W van TCH Šrejber: 6-3, 7-6(4), 4-6, 6-3 2de ronde: W van ESP Sánchez: 7-5, 6-3, 6-7(4), 4-6 3de ronde: W van ESP Sánchez: 7-6(1), 4-6, 6-1, 6-2 kwartfinale: V van SWE Edberg: 1-6, 5-7, 4-6 |
| Diego Nargiso                   | enkelspel (m)  | 17e       | 1ste ronde: W van MEX Maciel: 4-6, 2-6, 7-6(2), 7-6(3), 8-6 2de ronde: V van USA Mayotte: 6-2, 2-6, 4-6, 0-6                                                                                              |
| Omar Camporese Diego Nargiso    | dubbelspel (m) | 17e       | 1ste ronde: V van SUI Günthardt/Hlasek: 6-3, 6-7(4), 3-6, 6-7(3) |
|                                 |                |           | |
| Sandra Cecchini                 | enkelspel (v)  | 33e       | 1ste ronde: vrij 2de ronde: V van USA Evert: 2-6, 2-6 |
| Raffaella Reggi                 | enkelspel (v)  | 5e        | 1ste ronde: W van AUS Smylie: 7-6(3), 6-0 2de ronde: W van FRG Kohde-Kilsch: 4-6, 7-6(3), 6-3 3de ronde: W van AUS Evert: 2-6, 6-4, 6-1 kwartfinale: V van BUL Maleeva: 3-6, 4-6                          |
| Sandra Cecchini Raffaella Reggi | dubbelspel (v) | 9e        | 1ste ronde: V van JPN Inoue/Okamoto: 3-6, 7-6(4), 6-8 |

### Voetbal
| Olympiër | Discipline | Resultaat | Prestatie |
| --- | ---------- | --------- | --- |
| Mauro Tassotti Stefano Tacconi Ruggiero Rizzitelli Luca Pellegrini Massimo Mauro Giuseppe Iachini Roberto Galia Ciro Ferrara Alberigo Evani Stefano Desideri Luigi De Agostini Massimo Crippa Roberto Cravero Pietro Paolo Virdis Angelo Colombo Stefano Carobbi Andrea Carnevale Massimo Brambati | mannen     | 4e        | groep B: 2de W van Guatemala: 5-2 V van Zambia: 0-4 W van Irak: 2-0 kwartfinale: W van Zweden: 2-1 halve finale: V van Sovjet-Unie: 2-3 bronzen finale: V van Bondsrepubliek Duitsland: 0-3 |

| Groep B |           |             |             |             |             |            |            |            |        |
| #       | Land      | Wedstrijden | Wedstrijden | Wedstrijden | Wedstrijden | Doelpunten | Doelpunten | Doelpunten | Punten |
| #       | Land      | G           | W           | G           | V           | V          | T          | Saldo      | Punten |
| 1       | Zambia    | 3           | 2           | 1           | 0           | 10         | 2          | +8         | 5      |
| 2       | Italië    | 3           | 2           | 0           | 1           | 7          | 6          | +1         | 4      |
| 3       | Irak      | 3           | 1           | 1           | 1           | 5          | 4          | +1         | 3      |
| 4       | Guatemala | 3           | 0           | 0           | 3           | 2          | 12         | -10        | 0      |

| Ronde          | Datum   | Plaats      | Land | Score                    | Land |
| -------------- | ------- | ----------- | ---- | ------------------------ | ---- |
| Groepsfase     |         |             |      |                          |      |
| 17 september   | Gwangju | Italië      | 5-2  | Guatemala                |      |
| 19 september   | Seoel   | Zambia      | 4-0  | Italië                   |      |
| 21 september   | Gwangju | Irak        | 0-2  | Italië                   |      |
| Kwartfinale    |         |             |      |                          |      |
| 25 september   | Daegu   | Zweden      | 1-2  | Italië                   |      |
| Halve finale   |         |             |      |                          |      |
| 27 september   | Busan   | Sovjet-Unie | 3-2  | Italië                   |      |
| Bronzen finale |         |             |      |                          |      |
| 30 september   | Gwangju | Italië      | 0-3  | Bondsrepubliek Duitsland |      |

### Volleybal
| Olympiër | Discipline | Resultaat | Prestatie |
| --- | ---------- | --------- | --- |
| Andrea Zorzi Pier Paolo Lucchetta Andrea Lucchetta Alessandro Lazzeroni Andrea Giani Andrea Gardini Claudio Galli Ferdinando De Giorgi Massimo Castagna Luca Cantagalli Marco Bracci Lorenzo Bernardi | zaal (m)   | 9e        | groep A: 5de V van Brazilië: 7-15, 4-15, 15-17 V van Bulgarije: 0-3 (7-15, 8-15, 6-15) W van Zweden: 3-2 (9-15, 15-6, 12-15, 15-12, 15-3) V van Sovjet-Unie: 1-3 (9-15, 9-15, 15-12, 12-15) W van Zuid-Korea: 3-0 (15-10, 15-7, 15-5) 9-12de plek: W van Tunesië: 3-0 (15-2, 15-2, 15-5) 9-10de plek: W van Japan: 3-2 (15-11, 15-11, 12-15, 13-15, 15-7) |

| Groep A |             |             |             |             |             |             |             |        |        |        |        |
| #       | Land        | Wedstrijden | Wedstrijden | Wedstrijden | Wedstrijden | Wedstrijden | Wedstrijden | Punten | Punten | Punten | Punten |
| #       | Land        | G           | W           | V           | SW          | SV          | SR          | SPW    | SPL    | Saldo  | Punten |
| 1       | Sovjet-Unie | 5           | 4           | 1           | 14          | 4           | +10         | 248    | 190    | +58    | 9      |
| 2       | Brazilië    | 5           | 4           | 1           | 14          | 7           | +7          | 296    | 225    | +71    | 9      |
| 3       | Zweden      | 5           | 2           | 3           | 9           | 11          | -1          | 220    | 262    | -42    | 7      |
| 4       | Bulgarije   | 5           | 2           | 3           | 7           | 9           | -2          | 190    | 194    | -4     | 7      |
| 5       | Italië      | 5           | 2           | 3           | 7           | 11          | -4          | 203    | 222    | -19    | 7      |
| 6       | Zuid-Korea  | 5           | 1           | 4           | 5           | 14          | -9          | 200    | 264    | -157   | 6      |

| Ronde        | Datum | Plaats      | Land | Score      | Land |
| ------------ | ----- | ----------- | ---- | ---------- | ---- |
| Groepsfase   |       |             |      |            |      |
| 18 september | Seoel | Brazilië    | 3-0  | Italië     |      |
| 19 september | Seoel | Bulgarije   | 3-0  | Italië     |      |
| 22 september | Seoel | Italië      | 3-2  | Zweden     |      |
| 24 september | Seoel | Sovjet-Unie | 3-1  | Italië     |      |
| 26 september | Seoel | Italië      | 3-0  | Zuid-Korea |      |
| 9-12de plek  |       |             |      |            |      |
| 28 september | Seoel | Italië      | 3-0  | Tunesië    |      |
| 9-10de plek  |       |             |      |            |      |
| 30 september | Seoel | Italië      | 3-2  | Japan      |      |

### Waterpolo
| Olympiër | Discipline | Resultaat | Prestatie |
| --- | ---------- | --------- | --- |
| Paolo Trapanese Riccardo Tempestini Antonello Steardo Stefano Postiglione Francesco Porzio Andrea Pisano Alfio Misaggi Mario Fiorillo Massimiliano Ferretti Marco D'Altrui Alessandro Campagna Paolo Caldarella Gianni Averaimo | mannen     | 7e        | groep A: 3de G van Sovjet-Unie: 9-9 W van Zuid-Korea: 11-1 W van Australië: 7-5 V van Bondsrepubliek Duitsland: 7-10 W van Frankrijk: 14-8 groep 5-8ste plek: 3de G van Hongarije: 9-9 V van Spanje: 9-11 |

| Groep A |                          |             |             |             |             |        |        |        |        |
| #       | Land                     | Wedstrijden | Wedstrijden | Wedstrijden | Wedstrijden | Punten | Punten | Punten | Punten |
| #       | Land                     | G           | W           | G           | V           | V      | T      | Saldo  | Punten |
| 1       | Bondsrepubliek Duitsland | 5           | 5           | 0           | 0           | 60     | 37     | +23    | 10     |
| 2       | Sovjet-Unie              | 5           | 3           | 1           | 1           | 63     | 30     | +33    | 7      |
| 3       | Italië                   | 5           | 3           | 1           | 1           | 48     | 33     | +15    | 7      |
| 4       | Australië                | 5           | 2           | 0           | 3           | 40     | 39     | +1     | 4      |
| 5       | Frankrijk                | 5           | 1           | 0           | 4           | 43     | 54     | -11    | 2      |
| 6       | Zuid-Korea               | 5           | 0           | 0           | 5           | 14     | 75     | -61    | 0      |

| Ronde        | Datum | Plaats     | Land | Score                    | Land |
| ------------ | ----- | ---------- | ---- | ------------------------ | ---- |
| Groepsfase   |       |            |      |                          |      |
| 21 september | Seoel | Italië     | 9-9  | Sovjet-Unie              |      |
| 22 september | Seoel | Zuid-Korea | 1-11 | Italië                   |      |
| 23 september | Seoel | Australië  | 5-7  | Italië                   |      |
| 26 september | Seoel | Italië     | 7-10 | Bondsrepubliek Duitsland |      |
| 27 september | Seoel | Frankrijk  | 8-14 | Italië                   |      |

| Groep 5-8ste plaats |           |             |             |             |             |        |        |        |        |
| #                   | Land      | Wedstrijden | Wedstrijden | Wedstrijden | Wedstrijden | Punten | Punten | Punten | Punten |
| #                   | Land      | G           | W           | G           | V           | V      | T      | Saldo  | Punten |
| 1                   | Hongarije | 3           | 1           | 2           | 0           | 28     | 20     | +8     | 4      |
| 2                   | Spanje    | 3           | 1           | 1           | 1           | 24     | 23     | +1     | 3      |
| 3                   | Italië    | 3           | 1           | 1           | 1           | 25     | 25     | 0      | 3      |
| 4                   | Australië | 3           | 1           | 0           | 2           | 18     | 27     | -9     | 2      |

| Ronde        | Datum | Plaats | Land | Score     | Land |
| ------------ | ----- | ------ | ---- | --------- | ---- |
| Groepsfase   |       |        |      |           |      |
| 30 september | Seoel | Italië | 9-9  | Hongarije |      |
| 1 oktober    | Seoel | Italië | 9-11 | Spanje    |      |

### Wielersport
| Olympiër                                                                    | Discipline                    | Resultaat | Prestatie |
| Baan                                                                        | Baan                          | Baan      | Baan |
| --------------------------------------------------------------------------- | ----------------------------- | --------- | --- |
| Andrea Faccini                                                              | sprint (m)                    | 9e        | kwalificatie: 12de in 11,073 1ste ronde serie 5: 1ste 2de ronde serie 4: 3de herkansingen: V van GBR Alexander |
| Giovanni Lombardi                                                           | puntenkoers (m)               | 11e       | serie 2: 11de met 13 punten finale: 11de met 13 punten                                                         |
| Ivan Beltrami                                                               | individuele achtervolging (m) | 5e        | kwalificatie: 7de in 4.40,94 serie 2: W van FRG Dürst: 4.44,33 kwartfinale 4: V van URS Umaras                 |
| Fabio Baldato Ivan Beltrami Gianpaolo Grisandi David Solari Fabrizio Trezzi | ploegenachtervolging (m)      | 7e        | kwalificatie: 8ste in 4.22,64 kwartfinale 4: V van Sovjet-Unie: 4.20,90                                        |
|                                                                             |                               |           | |
| Elisabetta Fanton                                                           | sprint (v)                    | 9e        | kwalificatie: 7de in 12,303 1ste ronde serie 2: 3de herkansingen: V van CHN Zhou                               |
| Weg                                                                         |                               |           | |
| Fabrizio Bontempi                                                           | wegwedstrijd (m)              | 40e       | 4:32.56 |
| Gianluca Bortolami                                                          | wegwedstrijd (m)              | 16e       | 4:32.56 |
| Roberto Pelliconi                                                           | wegwedstrijd (m)              | 7e        | 4:32.46 |
| Roberto Maggioni Eros Poli Mario Scirea Flavio Vanzella                     | ploegentijdrit (m)            | 5e        | 1:59.58,3 |
|                                                                             |                               |           | |
| Roberta Bonanomi                                                            | wegwedstrijd (v)              | 45e       | 2:00.52 |
| Maria Canins                                                                | wegwedstrijd (v)              | 32e       | 2:00.52 |
| Imelda Chiappa                                                              | wegwedstrijd (v)              | 15e       | 2:00.52 |

### Worstelen
| Olympiër           | Discipline  | Resultaat   | Prestatie |
| Vrije stijl        | Vrije stijl | Vrije stijl | Vrije stijl |
| ------------------ | ----------- | ----------- | --- |
| Giovanni Schillaci | -62kg (m)   | 7e          | groep A: 4de W van TPE Huang: 4-0 W van SWE Dikanda: 3-1 V van MGL Enkhee: 1-3 V van USA Smith: 0-4 7-8ste plek: W van CAN Bohay: 3-0                          |
| Grieks-Romeins     |             |             | |
| Vincenzo Maenza    | -48kg (m)   | Goud        | groep A: 1ste W van NOR Rønningen: 3-0 W van JPN Saito: 3-1 W van USA Fuller: 3-1 W van FRG Scherer: 3,5-0,5 W van BUL Tsenov: 3-1 finale: W van POL Głąb: 3-0 |
| Ernesto Razzino    | -82kg (m)   | 15e         | groep B: 8ste V van POL Daras: 1-3 V van URS Mamiashvili: 0-3                                                                                                  |
| Fabio Valguarnera  | -130kg (m)  | 11e         | groep B: 6de G van POL Wrocławski V van BUL Gerovski |

### Zeilen
| Olympiër                                             | Discipline      | Resultaat | Prestatie                             |
| ---------------------------------------------------- | --------------- | --------- | ------------------------------------- |
| Francesco Wirz                                       | divisie II (m)  | 6e        | 63,0 punten: (7-2-10-2-DNF-2-19)      |
| Paolo Semeraro                                       | finn klasse (m) | 22e       | 132,7 punten: (23-7-6-17-DSQ-10-DNF)  |
| Paolo Montefusco Sandro Montefusco                   | 470 (m)         | 7e        | 68,7 punten: (DSQ-1-7-9-15-8-3)       |
|                                                      |                 |           |                                       |
| Anna Bacchiega Nives Monico                          | 470 (v)         | 12e       | 95,7 punten: (20-10-6-9-11-13-11)     |
|                                                      |                 |           |                                       |
| Claudio Celon Mario Celon                            | flying dutchman | 19e       | 127,0 punten: (14-18-18-19-PMS-15-17) |
| Luca Santella Giorgio Zuccoli                        | tornado klasse  | 5e        | 60,1 punten: (9-6-3-7-2-15-6)         |
| Giorgio Gorla Alfio Peraboni                         | star klasse     | 5e        | 63,1 punten: (10-2-6-3-6-11-9)        |
| Aurelio Dalla Vecchia Gianluca Lamaro Valerio Romano | soling klasse   | 13e       | 97,0 punten: (5-7-14-17-DNF-10-9)     |

### Zwemmen
| Olympiër                                                              | Discipline            | Resultaat | Prestatie                                                                  |
| --------------------------------------------------------------------- | --------------------- | --------- | -------------------------------------------------------------------------- |
| Roberto Gleria                                                        | 100m vrije slag (m)   | 18e       | serie 8: 6de in 50,97                                                      |
| Giorgio Lamberti                                                      | 100m vrije slag (m)   | DNS       | serie 7: niet gestart                                                      |
| Roberto Gleria                                                        | 200m vrije slag (m)   | 9e        | serie 8: 4de in 1.59,51 finale B: 1ste in 1.49,28                          |
| Giorgio Lamberti                                                      | 200m vrije slag (m)   | 17e       | serie 6: 3de in 1.50,47                                                    |
| Roberto Gleria                                                        | 400m vrije slag (m)   | 19e       | serie 7: 6de in 3.56,33                                                    |
| Giorgio Lamberti                                                      | 400m vrije slag (m)   | 17e       | serie 6: 5de in 3.53,29                                                    |
| Stefano Battistelli                                                   | 1500m vrije slag (m)  | 20e       | serie 3: 6de in 15.36,54                                                   |
| Luca Pellegrini                                                       | 1500m vrije slag (m)  | 10e       | serie 5: 4de in 15.18,80                                                   |
| Valerio Giambalvo                                                     | 100m rugslag (m)      | 37e       | serie 5: 10de in 59,48                                                     |
| Stefano Battistelli                                                   | 200m rugslag (m)      | 17e       | serie 5: 5de in 2.03,63                                                    |
| Valerio Giambalvo                                                     | 100m vlinderslag (m)  | 28e       | serie 5: 8ste in 56,57                                                     |
| Leonardo Michelotti                                                   | 100m vlinderslag (m)  | 22e       | serie 6: 6de in 55,83                                                      |
| Roberto Cassio                                                        | 200m wisselslag (m)   | 18e       | serie 6: 7de in 2.05,88                                                    |
| Luca Sacchi                                                           | 200m wisselslag (m)   | 13e       | serie 6: 5de in 2.05,45 finale B: 5de in 2.05,68                           |
| Stefano Battistelli                                                   | 400m wisselslag (m)   | Brons     | serie 5: 2de in 4.20,43 finale: 3de in 4.18,01                             |
| Luca Sacchi                                                           | 400m wisselslag (m)   | 7e        | serie 5: 4de in 4.23,37 finale: 7de in 4.23,23                             |
| Fabrizio Rampazzo Giorgio Lamberti Andrea Ceccarini Roberto Gleria    | 4x100m vrije slag (m) | 8e        | serie 2: 2de in 3.23,35 finale: 8ste in 3.22,93                            |
| Massimo Trevisan Fabrizio Rampazzo Valerio Giambalvo Roberto Gleria   | 4x200m vrije slag (m) | 5e        | serie 1: 4de in 7.21,85 finale: 5de in 7.16,00 (NR)                        |
| Valerio Giambalvo Gianni Minervini Leonardo Michelotti Roberto Gleria | 4x100m wisselslag (m) | 15e       | serie 3: 5de in 3.52,06                                                    |
|                                                                       |                       |           |                                                                            |
| Silvia Persi                                                          | 100m vrije slag (v)   | 30e       | serie 6: 8ste in 58,22                                                     |
| Silvia Persi                                                          | 200m vrije slag (v)   | 23e       | serie 5: 8ste in 2.04,40                                                   |
| Manuela Melchiorri                                                    | 400m vrije slag (v)   | 14e       | serie 3: 4de in 4.15,40 finale B: 6de in 4.14,90                           |
| Manuela Melchiorri                                                    | 800m vrije slag (v)   | 12e       | serie 2: 4de in 8.40,63                                                    |
| Manuela Carosi                                                        | 100m rugslag (v)      | 11e       | serie 4: 4de in 1.04,69 swim-off: 1ste in 1.04,62 finale B: 3de in 1.03,80 |
| Lorenza Vigarani                                                      | 100m rugslag (v)      | 13e       | serie 4: 3de in 1.03,96 finale B: 5de in 1.03,88                           |
| Lorenza Vigarani                                                      | 200m rugslag (v)      | 13e       | serie 4: 6de in 2.17,35 finale B: 5de in 2.18,69                           |
| Manuela Dalla Valle                                                   | 100m schoolslag (v)   | 12e       | serie 5: 6de in 1.11,25 finale B: 4de in 1.10,95                           |
| Manuela Dalla Valle                                                   | 200m schoolslag (v)   | 8e        | serie 4: 3de in 2.30,60 finale: 8ste in 2.29,86                            |
| Annalisa Nisiro                                                       | 200m schoolslag (v)   | 12e       | serie 4: 5de in 2.32,77 finale B: 4de in 2.31,19                           |
| Ilaria Tocchini                                                       | 100m vlinderslag (v)  | 16e       | serie 3: 5de in 1.02,07 finale: 8ste in 1.02,78                            |
| Emanuela Viola                                                        | 100m vlinderslag (v)  | 24e       | serie 3: 7de in 1.03,91                                                    |
| Manuela Dalla Valle                                                   | 200m wisselslag (v)   | 25e       | serie 4: 7de in 2.22,85                                                    |
| Roberta Felotti                                                       | 200m wisselslag (v)   | 13e       | serie 5: 7de in 2.19,62 finale B: 5de in 2.19,63                           |
| Roberta Felotti                                                       | 400m wisselslag (v)   | 9e        | serie 4: 3de in 4.49,20 finale B: 1ste in 4.49,53                          |
| Lorenza Vigarani Manuela Dalla Valle Ilaria Tocchini Silvia Persi     | 4x100m wisselslag (v) | 8e        | serie 1: 2de in 4.14,68 finale: 8ste in 4.13,85                            |

Afghanistan · Algerije · Amerikaanse Maagdeneilanden · Amerikaans-Samoa · Andorra · Angola · Antigua en Barbuda · Argentinië · Aruba · Australië · Bahama’s · Bahrein · Bangladesh · Barbados · België · Belize · Benin · Bermuda · Bhutan · Birma · Bolivia · Bondsrepubliek Duitsland · Botswana · Brazilië · Britse Maagdeneilanden · Brunei · Bulgarije · Burkina Faso · Canada · Centraal-Afrikaanse Republiek · Chili · China · Chinees Taipei · Colombia · Congo-Brazzaville · Cookeilanden · Costa Rica · Cyprus · Denemarken · Djibouti · Dominicaanse Republiek · Duitse Democratische Republiek · Ecuador · Egypte · El Salvador · Equatoriaal-Guinea · Fiji · Filipijnen · Finland · Frankrijk · Gabon · Gambia · Ghana · Grenada · Griekenland · Groot-Brittannië · Guam · Guatemala · Guinee · Guyana · Haïti · Honduras · Hongarije · Hongkong · Ierland · IJsland · India · Indonesië · Irak · Iran · Israël · Italië · Ivoorkust · Jamaica · Japan · Joegoslavië · Jordanië · Kaaimaneilanden · Kameroen · Kenia · Koeweit · Laos · Lesotho · Libanon · Liberia · Libië · Liechtenstein · Luxemburg · Malawi · Malediven · Maleisië · Mali · Malta · Marokko · Mauritanië · Mauritius · Mexico · Monaco · Mongolië · Mozambique · Nederland · Nederlandse Antillen · Nepal · Nieuw-Zeeland · Niger · Nigeria · Noord-Jemen · Noorwegen · Oeganda · Oman · Oostenrijk · Pakistan · Panama · Papoea-Nieuw-Guinea · Paraguay · Peru · Polen · Portugal · Puerto Rico · Qatar · Roemenië · Rwanda · Saint Vincent en de Grenadines · Salomonseilanden · Samoa · San Marino · Saoedi-Arabië · Senegal · Sierra Leone · Singapore · Soedan · Somalië · Sovjet-Unie · Spanje · Sri Lanka · Suriname · Swaziland · Syrië · Tanzania · Thailand · Togo · Tonga · Trinidad en Tobago · Tsjaad · Tsjecho-Slowakije · Tunesië · Turkije · Uruguay · Vanuatu · Venezuela · Verenigde Arabische Emiraten · Verenigde Staten · Vietnam · Zaïre · Zambia · Zimbabwe · Zuid-Jemen · Zuid-Korea · Zweden · Zwitserland